# Че-25
Че-25 — лёгкий двухмоторный самолёт-амфибия, моноплан. Является разработкой конструктора Бориса Валентиновича Чернова и дальнейшим развитием самолёта Че-22 его же конструкции при участии ОКБ ЛА СГАУ.
Четырёх-или пятиместный самолёт-амфибия с двумя поршневыми двигателями «Ротакс» 582 или 912ULS мощностью 64 и 100 л. с. соответственно.
Гидросамолёт предназначен для морского и речного патрулирования, перевозки пассажиров, почты, груза, багажа. Че-25 способен взлететь на колесном шасси с наземного аэродрома и убрав шасси в полете приземлиться на воду.
Первый полёт совершил в 1996 г. 
Стоимость самолёта десятилетней давности изготовления после аварийного ремонта на конец 2013 года составляла около 1,2 миллионов рублей.

## Технические характеристики
- Двигатели, количество, мощность: Ротакс-582 2х64 л. с. или 912ULS.
- Размах крыла: 12,6 м.
- Длина: 7,7 м.
- Высота: 2,5 м.
- Вместимость: до 5 человек.
- Максимальная взлётная масса: 675 кг.
- Экипаж: 1—2 человека.
- Максимальная допустимая скорость: 200 км/час.
- Kрейсерская скорость: 140/160 км/час.
- Дальность полёта: до 750/900 км.
- Ресурс планера: 3000 лётных часов.
- Длина разбега для взлёта с земли: 80 м.
- Длина разбега для взлёта с водной поверхности: 90 м.